# Oren Moverman
Oren Moverman (4 juillet 1966) est un scénariste et réalisateur américano-israélien installé à New York.

## Filmographie

### Comme scénariste
- 1999 : Jesus' Son (en) d'Alison Maclean (en)
- 2002 : Face (en) de Bertha Bay-Sa Pan (en)
- 2007 : I'm Not There de Todd Haynes
- 2007 : Married Life d'Ira Sachs
- 2009 : The Messenger de lui-même
- 2010 : This Side of the Looking Glass de lui-même[réf. souhaitée]
- 2012 : Rampart de lui-même
- 2014 : Love and Mercy de Bill Pohlad (en)
- 2016 : The Professional (Hunter's Prayer) de Jonathan Mostow
- 2018 : Puzzle de Marc Turtletaub
- 2021 : Clair-obscur (Passing) de Rebecca Hall

### Comme réalisateur
- 2009 : The Messenger
- 2012 : Rampart
- 2014 : Time Out of Mind
- 2017 : The Dinner

### Comme producteur
- 2022 : The Listener de Steve Buscemi
- 2024 : Wisdom of Happiness de Barbara Miller, Philip Delaquis et Manuel Bauer